# Sambou Soumano
Pour l’article ayant un titre homophone, voir Soumano.
Sambou Soumano, né le 3 janvier 2001 à Dakar au Sénégal, est un footballeur sénégalais qui évolue au poste d'avant-centre au FC Lorient.

## Biographie

### Formation et débuts
Né à Dakar au Sénégal, Sambou Soumano est formé par l'académie Youth Elite Foot, avant de rejoindre la France et le club de Pau FC. En septembre 2020, il s'engage avec les Voltigeurs de Châteaubriant.

### FC Lorient
Le 19 août 2021, Sambou Soumano rejoint le FC Lorient, où il doit renforcer l'équipe réserve du club. Il est finalement intégré à l'équipe première, jouant son premier match le 24 octobre 2021, à l'occasion d'une rencontre de Ligue 1 face aux Girondins de Bordeaux. Il entre en jeu à la place de Terem Moffi et les deux équipes se neutralisent (1-1). 
Alors qu'il vient de faire ses débuts avec l'équipe première, Soumano fait également forte impression en National 2 avec la réserve, marquant un total de 11 buts en 10 matchs à la mi-saison, faisant de lui le meilleur buteur du groupe A du National 2. Il est notamment l'auteur d'un triplé lors de la réception de l'En avant de Guingamp, permettant à son équipe de l'emporter 3-0, puis d'un quadruplé lors de la venue du SO Romorantin, permettant à son équipe de l'emporter sur le large score de 4-0.
Il commence ensuite à se faire une place en équipe première et fait forte impression en marquant trois buts sur trois matchs d'affilée en Ligue 1, concurrençant sérieusement l'habituel titulaire au poste d'avant-centre, Terem Moffi.

#### Prêts à Eupen, Rodez et QRM
Soumano est prêté, sans option d'achat, par le club breton au KAS Eupen, évoluant en première division belge, le 20 août 2022. Si, lors de son arrivée, il participe consécutivement à quatre rencontres de championnat entre la 6e et la 9e journée, son entraîneur, Bernd Storck, le relègue ensuite sur le banc. Il trouve le chemin des filets le 12 novembre face au SV Zulte Waregem (17e journée, 5-5), pour ce qui s’avérera être son dernier match sous les couleurs d'Eupen. N'entrant pas plus dans les plans du nouvel entraîneur mis en place, Edward Still, son prêt est rompu le 11 décembre. Il n'aura disputé en Belgique que sept rencontres de championnat et une de coupe de Belgique, pour deux titularisations et un but marqué, ne cumulant que 247 minutes de jeu.
Il rebondit à Rodez, évoluant en Ligue 2, où il est envoyé en prêt le 18 janvier 2023. Cette fois, sous les ordres de Didier Santini, il s'impose dans le onze ruthénois, formant un duo d'attaque complémentaire avec Killian Corredor. Il débloque son compteur le 11 mars 2023 en ouvrant le score face au SM Caen (27e journée, victoire 3-2) puis récidive la semaine suivante sur la pelouse d'Amiens (28e journée, victoire 1-3). Il conclut sa saison dans l'Aveyron avec 19 apparitions en Ligue 2, dont 13 titularisations, et 2 buts inscrits.
Malgré ce prêt encourageant, il est une nouvelle fois prêté en Ligue 2, à l'US Quevilly Rouen Métropole, le 2 août 2023.
Soumano inscrit son premier but pour l'US Quevilly Rouen le 16 septembre 2023, lors d'une rencontre de championnat face à l'US Concarneau. Il ne peut toutefois pas empêcher la défaite de son équipe par trois buts à deux. 

## Statistiques
| Saison                | Club                        | Championnat           | Championnat | Championnat | Championnat | Coupe(s) nationale(s) | Coupe(s) nationale(s) | Coupe(s) nationale(s) | Total | Total | Total |
| Saison                | Club                        | Division              | M.          | B.          | P.d.        | M.                    | B.                    | P.d.                  | M.    | B.    | P.d.  |
| 2019-2020             | Pau FC                      | National              | 1           | 0           | 0           | -                     | -                     | -                     | 1     | 0     | 0     |
| 2020-2021             | Voltigeurs de Châteaubriant | National 2            | 4           | 3           | 0           | 8                     | 5                     | 0                     | 12    | 8     | 0     |
| 2021-2022             | FC Lorient                  | Ligue 1               | 21          | 3           | 0           | 1                     | 0                     | 0                     | 22    | 3     | 0     |
| 2024-2025             | FC Lorient                  | Ligue 2               | 32          | 14          | 3           | 2                     | 0                     | 1                     | 34    | 14    | 4     |
| 2025-2026             | FC Lorient                  | Ligue 1               | -           | -           | -           | -                     | -                     | -                     | 0     | 0     | 0     |
| Sous-total            | Sous-total                  | Sous-total            | 53          | 17          | 3           | 3                     | 0                     | 1                     | 56    | 17    | 4     |
| 2022-2023             | KAS Eupen (prêt)            | Division 1A           | 7           | 1           | 0           | 1                     | 0                     | 0                     | 8     | 1     | 0     |
| 2022-2023             | Rodez AF (prêt)             | Ligue 2               | 19          | 2           | 0           | 2                     | 0                     | 0                     | 21    | 2     | 0     |
| 2023-2024             | US Quevilly (prêt)          | Ligue 2               | 36          | 12          | 2           | 2                     | 3                     | 0                     | 38    | 15    | 2     |
| Total sur la carrière | Total sur la carrière       | Total sur la carrière | 120         | 35          | 5           | 16                    | 8                     | 1                     | 136   | 43    | 6     |

## Palmarès
Il est champion de Ligue 2 en 2025 avec le FC Lorient.